# Sophie Sumner
Sophie Sumner, née le 15 janvier 1990 à Oxford, est un mannequin anglais. Elle a participé à la saison 5 de Britain's Next Top Model (en) et est la gagnante de la saison 18 de America's Next Top Model.

## Biographie
Sophie Sumner étudie avec Emma Watson avec qui elle partage un appartement. Elles posent ensemble pour la marque de vêtements People Tree Ltd. (en) en 2010.
Alors qu'elle se destine à étudier la comédie à l'université, elle décide de se lancer dans le mannequinat. C'est ainsi qu'elle participe au cinquième cycle de l'émission Britain's Next Top Model (en). Elle termine à la seconde position de ce concours avant d'être candidate lors du dix-huitième cycle d'America's Next Top Model qui a pour thème « British Invasion ». Elle gagne la finale de l'émission et devient ainsi la première gagnante du concours qui n'est pas américaine. Grâce à sa victoire, elle remporte un contrat avec les agences de mannequins L.A. Models et New York Models, un éditorial dans Vogue Italia, la couverture du complément Beauty de Vogue, un contrat de 100 000 dollars avec la marque de cosmétiques CoverGirl (en) et devient l'égérie du parfum Dream Comme True,. Elle gagne aussi le droit d'enregistrer un single ; il sort en juin 2012 et s'intitule Aiming for You.
Elle participe en 2015 à l'émission Taking New York (en) qui suit plusieurs jeunes britanniques qui tentent de forger leur carrière à New York. Elle fait cette émission avec l'espoir de se reconvertir en présentatrice de télévision.